# Cristian Maidana
Cristian Oscar Maidana (ur. 24 stycznia 1987 w Nueve de Abril) – piłkarz argentyński grający na pozycji prawego obrońcy lub pomocnika. Od 2016 roku jest zawodnikiem klubu Houston Dynamo.

## Kariera klubowa
Karierę piłkarską Maidana rozpoczął w Banfield. W 2006 roku awansował do kadry pierwszego zespołu. Debiut w argentyńskiej Primera División zanotował 5 marca 2006 w przegranym 0:1 domowym spotkaniu z Arsenalem Sarandí. W latach 2006–2007 rozegrał w barwach Banfield 41 spotkań ligowych.
Na początku 2008 roku Maidana przeszedł z Banfield do Spartaka Moskwa. W drużynie tej po raz pierwszy wystąpił 16 marca 2008 w zremisowanym 0:0 wyjazdowym spotkaniu z Zenitem Petersburg. W sezonie 2008 był podstawowym zawodnikiem Spartaka. Na początku 2009 roku został wypożyczony do hiszpańskiego Recreativo Huelva, w którym zadebiutował 25 stycznia w meczu z Betisem (1:0). Na koniec sezonu 2008/2009 spadł z Recreativo do Segunda División i po spadku wrócił do Spartaka.
W 2010 roku Maidana został wypożyczony do Huracánu Buenos Aires. W 2011 przeszedł do CSD Rangers, z którego był wypożyczany do Atlante i Argentinos Juniors. W latach 2014–2015 występował w Philadelphia Union, a w 2016 został zawodnikiem Houston Dynamo.
| Sezon   | Klub               | Kraj              | Rozgrywki        | Mecze | Bramki |
| ------- | ------------------ | ----------------- | ---------------- | ----- | ------ |
| 2005/06 | CA Banfield        | Argentyna         | Primera División | 4     | 0      |
| 2006/07 | CA Banfield        | Argentyna         | Primera División | 20    | 0      |
| 2007/08 | CA Banfield        | Argentyna         | Primera División | 17    | 0      |
| 2008    | Spartak Moskwa     | Rosja             | Priemjer-Liga    | 24    | 3      |
| 2008/09 | Recreativo Huelva  | Hiszpania         | Primera División | 17    | 1      |
| 2009    | Spartak Moskwa     | Rosja             | Priemjer-Liga    | 0     | 0      |
| 2010    | Spartak Moskwa     | Rosja             | Priemjer-Liga    | 10    | 0      |
| 2010/11 | CA Huracán         | Argentyna         | Primera División | 14    | 1      |
| 2011    | CSD Rangers        | Chile             | Primera B        | 18    | 0      |
| 2012    | CSD Rangers        | Chile             | Primera División | 13    | 1      |
| 2012/13 | Atlante FC         | Meksyk            | Liga MX          | 25    | 3      |
| 2013/14 | Argentinos Juniors | Argentyna         | Primera División | 5     | 0      |
| 2014    | Philadelphia Union | Stany Zjednoczone | MLS              | 26    | 2      |
| 2015    | Philadelphia Union | Stany Zjednoczone | MLS              | 28    | 1      |
| 2016    | Houston Dynamo     | Stany Zjednoczone | MLS              |       |        |